# Filmografia del cinema italiano di fantascienza
Il seguente è un elenco di film di fantascienza - o che presentano elementi fantascientifici - prodotti o coprodotti in Italia, ordinati per anno di distribuzione.

## Filmografia
Nota: data l'elevata commistione tra i generi che ha sempre caratterizzato le pellicole italiane di fantascienza, alcuni dei titoli che seguono potrebbero essere normalmente classificati sotto altre etichette, come l'horror, l'avventura, la commedia o lo spionaggio. Si considerano qui film di fantascienza quelle pellicole in cui il meccanismo narrativo è innescato da un elemento scientifico e/o tecnologico immaginario (per l'epoca in cui il film è stato realizzato).

### Anni dieci
- Viaggio in una stella (1906) di Gaston Velle, cortometraggio, commedia[2]
- Un matrimonio interplanetario (1910) di Enrico Novelli, cortometraggio, commedia[3]
- Effetti di un razzo (1911) di regista ignoto, cortometraggio[4]
- Robinet aviatore (1911) di Luigi Maggi, cortometraggio[5]
- Sangue bollente a 1000 gradi (1911), cortometraggio[6]
- Sapientoni Dottore in antropologia (1911), cortometraggio, commedia[6]
- Le avventure di Groslard (1912), cortometraggio
- Il bacillo della debolezza (1912), cortometraggio, commedia[6]
- Il Leonal (1912), cortometraggio, commedia[6]
- Le avventure straordinarissime di Saturnino Farandola (1913) di Marcel Fabre, film in quattro episodi, commedia[7]
- La beffa di Satana (1915) di Telemaco Ruggeri[8]
- Il sottomarino n. 27 (1915) di Nino Oxilia, commedia
- Il giustiziere invisibile (1916), cortometraggio[9]
- L'isola tenebrosa (1916) di Carlo Campogalliani[9]
- I raggi neutri del dottor Pieri (anche Raggio misterioso; 1916)[9]
- I Topi Grigi (1916-1918) di Emilio Ghione, serie di otto film muti[9]
- L'uomo dall'orecchio mozzato (1916) di Ubaldo Maria Del Colle
- L'altro io (1917) di Mario Bonnard[9]
- La vergine dei veleni (1917)[9] di Enrico Vidali
- Zeus (anche Super Radium, Il Radium misterioso, 1917) di Aldo Molinari[9]
- Maciste medium (1918) di Vincenzo Denizot, commedia[9]
- L'atleta fantasma (1919) di Raimondo Scotti[10]
- La fibra del dolore (1919) di Baldassare Negroni[9]
- Il giro del mondo di un birichino di Parigi (1919) di Luigi Maggi
- Il protetto della morte (1919) di Filippo Costamagna[9]
- Umanità (1919) di Elvira Giannella[9]
- L'uomo che rideva (1919)[9]

### Anni venti
- Il mistero dello scafandro grigio (anche L'uomo misterioso, 1920) di Raimondo Scotti[11]
- Il mostro di Frankenstein (1920) di Eugenio Testa, fanta-horror[12]
- Saetta (1920) di Ettore Ridoni[11]
- Il sole e i pazzi (1920) di Umberto Paradisi[13]
- Il fantasma dei laghi (1921) di Emilio Graziani[11]
- L'uomo meccanico (1921) di André Deed, commedia[14][15]
- Un viaggio nella Luna (1921) di Gino Zaccaria, animazione[11]
- La bambola vivente (1924) di Luigi Maggi[16]

### Anni trenta
- Lotte nell'ombra (1938) di Domenico Gambino, fanta-spionistico[17]
- Mille chilometri al minuto! (1939) di Mario Mattoli, commedia[18]

### Anni quaranta
- La casa senza tempo (1943, 1946) di Andrea Della Sabbia (Andrea Forzano), fanta-spionistico[19]
- Macario contro Zagomar (1944) di Giorgio Ferroni, commedia[20]

### Anni cinquanta
- La bisarca (1950) di Giorgio Simonelli, commedia fantastica[21]
- Totò sceicco (1950) di Mario Mattoli, commedia[22]
- È l'amor che mi rovina (1951) di Mario Soldati, commedia fanta-spionistica[23]
- O.K. Nerone (1951) di Mario Soldati, commedia fantastica[24]
- Stasera sciopero (1951) di Mario Bonnard, commedia[25]
- La macchina ammazzacattivi (1952) di Roberto Rossellini, commedia fantastica[26]
- Noi due soli (1952) di Marcello Marchesi, Vittorio Metz e Marino Girolami, commedia[27]
- Baracca e burattini (1954) di Sergio Corbucci[28]
- Io piaccio o La via del successo... con le donne (1955) di Giorgio Bianchi, commedia satirica[29]
- Terrore sulla città (1957) di Anton Giulio Majano[30]
- I vampiri (1957) di Robert Hampton (Riccardo Freda), fanta-horror[31]
- La morte viene dallo spazio (1958) di Paolo Heusch (coproduzione Italia-Francia)[32]
- Totò nella luna (1958) di Steno,[33] commedia
- I baccanali di Tiberio (1959) di Giorgio Simonelli, commedia fantastica[34]
- Caltiki il mostro immortale (1959) di Robert Hampton (Riccardo Freda), fanta-horror[35]

### Anni sessanta
- Il mio amico Jekyll (1960) di Marino Girolami, commedia[36]
- Il mulino delle donne di pietra (1960) di Giorgio Ferroni,[37] fanta-horror[38]
- Space Men (1960) di Anthony Daisies (Antonio Margheriti)[39]
- Seddok, l'erede di Satana (1960) di Anton Giulio Majano (coproduzione Italia-Francia), fanta-horror[40]
- Antinea, l'amante della città sepolta (1961) di Edgar G. Ulmer - Giuseppe Masini (coproduzione Italia-Francia)[41]
- Ercole alla conquista di Atlantide (1961) di Vittorio Cottafavi, peplum fanta-mitologico[42]
- Il gigante di Metropolis (1961) di Umberto Scarpelli, peplum fanta-mitologico[43]
- Maciste contro Ercole nella valle dei guai (1961) di Mario Mattoli, commedia[44]
- Maciste l'uomo più forte del mondo (1961) di Leonviola (Antonio Leonviola), peplum fanta-mitologico[45]
- Il pianeta degli uomini spenti (1961) di Anthony Dawson (Antonio Margheriti)[46]
- Operazione Vega (1962) di Vittorio Cottafavi, film per la televisione[47]
- I pianeti contro di noi (1962) di Romano Ferrara (coproduzione Italia-Francia)[48]
- Omicron (1963) di Ugo Gregoretti, commedia satirica[49]
- Si chiamava terra (1963) di Corrado Farina (cortometraggio)
- Sexy proibitissimo (1963) di Marcello Martinelli, documentario[50]
- Il castello dei morti vivi (1964) di Herbert Wise (Luciano Ricci) e Warren Kiefer (Lorenzo Sabatini) (coproduzione Italia-Francia), fanta-horror[51]
- Il disco volante (1964) di Tinto Brass, commedia satirica[52]
- Ecco il finimondo (1964) di Paolo Nuzzi, documentario[53]
- La jena di Londra (1964) di Henry Wilson (Gino Mangini), thriller, fanta-horror[54]
- Maciste alla corte dello Zar (1964) di Tanio Boccia, peplum[55]
- Maciste e la regina di Samar o Maciste contro gli uomini della Luna (1964) di Giacomo Gentilomo, peplum fanta-mitologico[56]
- I marziani hanno 12 mani (1964), di Castellano e Pipolo (coproduzione Italia-Spagna), commedia satirica[57]
- Un mostro e mezzo (1964) di Steno, commedia[58]
- OSS 117 minaccia Bangkok (Banco à Bangkok pour OSS 117, 1964) di André Hunebelle (coproduzione Francia-Italia), fanta-spionistico[59]
- L'ultimo uomo della Terra (1964) di Ubaldo Ragona (coproduzione Italia-USA)[60]
- 002 Operazione Luna (1965) di Lucio Fulci (coproduzione Italia-Spagna), commedia[61][62]
- A 008, operazione Sterminio (1965) di Humphrey Humbert (Umberto Lenzi) (coproduzione Italia-Egitto), fanta-spionistico[63]
- Agente 077 dall'Oriente con furore (1965) di Terence Hathaway (Sergio Grieco) (coproduzione Italia-Francia-Spagna), fanta-spionistico[64]
- Agente 077 missione Bloody Mary (1965) di Terence Hathaway (Sergio Grieco) (coproduzione Italia-Francia-Spagna), fanta-spionistico[65]
- Agente Lemmy Caution: missione Alphaville (Alphaville, une étrange aventure de Lemmy Caution, 1965) di Jean-Luc Godard (coproduzione Italia-Francia), fanta-spionistico[66]
- Agente S03 operazione Atlantide (1965) di Paul Fleming (Domenico Paolella) (coproduzione Italia-Spagna), fanta-spionistico[67]
- Agente segreto 777 - Operazione Mistero (1965) di Henry Bay (Enrico Bomba), fanta-spionistico[68]
- Agente spaziale K-1 (1965) di Hugo Grimaldi (coproduzione USA-Italia), fanta-spionistico[69]
- Allarme dal cielo (Le ciel sur la tête, 1965) di Yves Ciampi (coproduzione Italia-Francia)[70]
- Amanti d'oltretomba (1965) di Mario Caiano, fanta-horror[71]
- Berlino: appuntamento per le spie (1965) di Vittorio Sala, fanta-spionistico[72]
- Il conquistatore di Atlantide (1965) di Alfonso Brescia (coproduzione Italia-Egitto), peplum fanta-mitologico[73]
- I criminali della galassia (1965) di Anthony M. Dawson (Antonio Margheriti) (coprod. Italia-USA)[74]
- Da 077: Intrigo a Lisbona (1965) di Federico Aicardi e Tulio Demicheli (coproduzione Italia-Spagna-Portogallo), fanta-spionistico[75]
- La decima vittima (1965) di Elio Petri[76]
- I diafanoidi vengono da Marte (1965) di Anthony Dawson (Antonio Margheriti) (coproduzione Italia-Spagna)[77]
- Due mafiosi contro Goldginger (1965) di Giorgio Simonelli (coproduzione Italia-Spagna), commedia, fanta-spionistico[78]
- James Tont operazione U.N.O. di Bruno Corbucci, commedia, fanta-spionistico[79]
- James Tont operazione D.U.E. di Bruno Corbucci, commedia, fanta-spionistico[80]
- Oss 117 furia a Bahia (1965) di André Hunebelle (coproduzione Francia-Italia), fanta-spionistico[81]
- OSS 77 - Operazione fior di loto (1965) di Huxley John (Bruno Paolinelli) (coproduzione Italia-Francia), fanta-spionistico[82]
- Il pianeta errante (1965) di Anthony Dawson (Antonio Margheriti)[83]
- S. 077 - Spionaggio a Tangeri (1965) di Gregg C. Tallas (coproduzione Italia-Spagna), fanta-spionistico[84]
- Superseven chiama Cairo (1965) di Umberto Lenzi (coproduzione Italia-Francia), fanta-spionistico[85]
- Un tango dalla Russia (1965) di Berwang Ross (Cesare Canevari), fanta-spionistico[86]
- Terrore nello spazio (1965) di Mario Bava (coproduzione Italia-Spagna), fanta-horror[87]
- La tigre profumata alla dinamite (1965) di Claude Chabrol (coproduzione Francia-Italia-Spagna), fanta-spionistico[88]
- Missione speciale Lady Chaplin (1966) di Alberto De Martino e Sergio Grieco (coproduzione Italia-Francia-Spagna), fanta-spionistico
- 2+5 missione Hydra (1966) di Pietro Francisci[89]
- A 077 - Sfida ai killers (1966) di Antonio Margheriti (coproduzione Italia-Francia), fanta-spionistico[90]
- A.D3 operazione squalo bianco (1966) di Stanley Lewis (Filippo Walter Ratti), fanta-spionistico[91]
- L'affare Beckett (1966) di Osvaldo Civirani (coproduzione Italia-Francia), fanta-spionistico, fantapolitico[92]
- Agente 3S3 - Massacro al sole (1966) di Simon Sterling (Sergio Sollima) (coproduzione Italia-Spagna-Francia), fanta-spionistico[93]
- Agente Jo Walker - Operazione Estremo Oriente (1966) di Frank Kramer (Gianfranco Parolini) (coproduzione Italia-Germania-Austria-Jugoslavia), fanta-spionistico[94]
- Agente Logan - Missione Ypotron (1966) di George Finley (Giorgio Stegani) (coproduzione Italia-Spagna-Francia), fanta-spionistico[95]
- Agente Sigma 3 - Missione Goldwather (1966) di Gian Paolo Callegari (coproduzione Italia-Spagna), fanta-spionistico[96]
- Agente Tigre - Sfida infernale (1966) di Robert Vernay (coproduzione Italia-Francia), fanta-spionistico[97]
- Agente X-77 - ordine di uccidere (1966) di Silvio Siano e Maurice Cloche (coproduzione Italia-Spagna-Francia), fanta-spionistico[98]
- Ammutinamento nello spazio (Mutiny in Outer Space, 1966) di Hugo Grimaldi (coproduzione Italia-USA)[99]
- Asso di picche - Operazione controspionaggio (1966) di Nick Nostro (coproduzione Italia-Spagna-Francia), fanta-spionistico[100]
- Un brivido sulla pelle (1966) di A. Van Dyke (Amasi Damiani), fanta-spionistico[101]
- Un colpo da mille miliardi (1966) di Paolo Heusch (coproduzione Italia-Francia-Spagna), fanta-spionistico[102]
- 12 donne d'oro (1966) di Gianfranco Parolini (coproduzione Germania-Italia), fanta-spionistico[103]
- La Fantarca (1966) di Vittorio Cottafavi, opera musicale, tv[104]
- La lama nel corpo (1966) di Michael Hamilton (Elio Scardamaglia) (coproduzione Italia-Francia), fanta-horror[105]
- Marcia nuziale (1966) di Marco Ferreri (coproduzione Italia-Francia), episodio Famiglia felice, satirico[106][107]
- Missione apocalisse (1966) di Reed James (Guido Malatesta) (coproduzione Italia-Spagna), fanta-spionistico[108]
- New York chiama Superdrago (1966) di Giorgio Ferroni (coproduzione Italia-Francia-Germania), fanta-spionistico[109]
- Operazione Goldman (1966) di Anthony M. Dawson (Antonio Margheriti), fanta-spionistico[110]
- Operazione poker (1966) di Osvaldo Civirani (coproduzione Italia-Spagna), fanta-spionistico[111]
- Perry Grant agente di ferro (anche Perry Grant agente segreto, 1966) di Luigi Capuano, fanta-spionistico[112]
- Se tutte le donne del mondo... (Operazione Paradiso) (1966) di Henry Levin e Arduino Maiuri, fanta-spionistico[113]
- Sicario 77, vivo o morto (1966) di Mino Guerrini (coproduzione Italia-Spagna), fanta-spionistico[114]
- Le spie amano i fiori (1966) di Umberto Lenzi (coproduzione Italia-Spagna), fanta-spionistico[115]
- Le spie uccidono in silenzio (1966) di Mario Caiano (coproduzione Italia-Spagna), fanta-spionistico[116]
- Le spie vengono dal semifreddo (1966) di Mario Bava (coproduzione Italia-USA), commedia fanta-spionistica[117]
- Tecnica di una spia (1966) di Alberto Leonardi (coproduzione Italia-Spagna), fanta-spionistico[118]
- La trappola scatta a Beirut (1966) di Manfred R. Köhler (coproduzione Italia-Francia-Germania), fanta-spionistico[119]
- Upperseven, l'uomo da uccidere (1966) di Alberto De Martino (coproduzione Italia-Germania), fanta-spionistico[120]
- Il vostro superagente Flit (1966) di Mariano Laurenti, commedia fanta-spionistica[121]
- Superargo contro Diabolikus (1966) di Nick Nostro (coproduzione Italia-Spagna)[122]
- L'urlo (1966) di Camillo Bazzoni, cortometraggio
- 3 Supermen a Tokio (1967) di Bitto Albertini (coproduzione Italia-Germania)[123]
- ...4..3..2..1...morte (1967) di Primo Zeglio (coproduzione Italia-Germania-Spagna-Monaco)[124]
- Cinque marines per Singapore (1967) di Bernard Toublanc-Michel (coproduzione Italia-Francia), fanta-spionistico[125]
- Le 7 cinesi d'oro (1967) di Vincent Cashino (Vincenzo Cascino), commedia fanta-spionistica[126]
- Agente segreto 777 - Invito ad uccidere (1967) di Henry Bay (Enrico Bomba), fanta-spionistico[127]
- L'amore attraverso i secoli (1967) di registi vari, episodio L'amore nel 2000 di Jean-Luc Godard (coproduzione Italia-Francia-Germania), commedia in stile mondo movie[128]
- Assalto al centro nucleare (anche Per favore... non sparate col cannone; 1967) di Mario Caiano (coproduzione Italia-Spagna), fanta-spionistico[129]
- Come rubammo la bomba atomica (1967) di Lucio Fulci (coproduzione Italia-Egitto), commedia fanta-spionistica[130]
- Come rubare la corona d'Inghilterra (anche Argoman superdiabolico, 1967) di Terence Hathaway (Sergio Grieco)[131]
- Da Berlino l'apocalisse (1967) di Mario Maffei (coproduzione Italia-Francia-Germania), fanta-spionistico[132]
- Devilman story (1967) di Paul Maxwell (Paolo Bianchini)[133]
- Dick Smart 2.007 (1967) di Franco Prosperi, fanta-spionistico[134]
- La donna, il sesso e il superuomo (anche Fantabulous; 1967) di Sergio Spina, commedia[135]
- I fantastici 3 Supermen (1967) di Frank Kramer (Gianfranco Parolini)[136]
- Il fischio al naso (1967) di Ugo Tognazzi, commedia[137]
- Flashman (1967) di J. Lee Donan (Mino Loy)[138]
- Hypnos - Follia di massacro (1967) di Paul Maxwell (Paolo Bianchini)[139]
- LSD - Inferno per pochi dollari (1967) di Mike Middleton (Massimo Mida), fanta-spionistico[140]
- Matchless (1967) di Alberto Lattuada, fanta-spionistico[141]
- La morte viene dal pianeta Aytin (1967) di Anthony Dawson (Antonio Margheriti)[142]
- O.K. Connery (1967) di Alberto De Martino, fanta-spionistico[143]
- Il raggio infernale (1967) di Gianfranco Baldanello (coproduzione Italia-Spagna), fanta-spionistico[144]
- L'invincibile Superman (1967) di Paul Maxwell (Paolo Bianchini) (coproduzione Italia-Spagna)[145]
- Satanik (1967) di Piero Vivarelli (coproduzione Italia-Spagna)[146]
- Goldface - Il fantastico superman (1968) di Stanley Mitchell (Bitto Albertini) (coproduzione Italia-Spagna)[147]
- L'assassino ha le ore contate (Coplan sauve sa peau, 1968) di Yves Boisset (coproduzione Francia-Italia), fanta-spionistico[148]
- Barbarella (1968) di Roger Vadim (coproduzione Francia-Italia), commedia[149]
- Colpo sensazionale al servizio del Sifar (1968) di José Luis Merino (coproduzione Italia-Spagna), fanta-spionistico[150]
- Diabolik (1968) di Mario Bava (coproduzione Francia-Italia)[151]
- Eva la Venere selvaggia (1968) di Robert Morris (Roberto Mauri)[152]
- H2S (1968) di Roberto Faenza[153]
- La morte ha fatto l'uovo (1968) di Giulio Questi (coproduzione Italia-Francia), thriller[154]
- Vip - Mio fratello superuomo (1968) di Bruno Bozzetto, animazione, commedia[155]
- Eat It (1969) di Francesco Casaretti, commedia satirica, grottesco[156]
- 7 eroiche carogne (1969) di José Luis Merino (coproduzione Italia-Spagna), bellico[157]
- Colpo di stato (1969) di Luciano Salce, commedia fantapolitica[158]
- Ecce Homo - I sopravvissuti (1969) di Bruno Gaburro, postapocalittico[159]
- Il seme dell'uomo (1969) di Marco Ferreri, apocalittico[160]
- Il tunnel sotto il mondo (1969) di Luigi Cozzi[161]
- Zan, re della giungla (1969) di Manuel Caño (coproduzione Italia-Spagna-Portorico)[162]

### Anni settanta
- I cannibali (1970) di Liliana Cavani, distopico[163]
- Il castello dalle porte di fuoco (1970) di José Luis Merino (coproduzione Italia-Spagna), fanta-horror[164]
- Che fanno i nostri supermen tra le vergini della jungla? (1970) di Bitto Albertini (coproduzione Italia-Spagna)[165]
- Crystalbrain - L'uomo dal cervello di cristallo (1970) di Juan Logar (coproduzione Italia-Spagna), fanta-horror[166]
- L'inafferrabile invincibile Mr. Invisibile (1970) di Anthony Dawson (Antonio Margheriti) (coproduzione Italia-Monaco-Spagna-Germania), commedia[167]
- Quando le donne avevano la coda (1970) di Giannetto De Rossi, commedia[168]
- La ragazza di latta (1970) di Marcello Aliprandi, satirico[169]
- Satiricosissimo (1970) di Mariano Laurenti, commedia[170]
- La corta notte delle bambole di vetro (1971) di Aldo Lado (coproduzione Italia-Germania-Yugoslavia), thriller, fanta-horror[171]
- Equinozio (1971) di Maurizio Ponzi[172]
- Lady Frankenstein (1971) di Mel Welles (Ernst von Theumer) e Aureliano Luppi, fanta-horror
- Il gatto a nove code (1971) di Dario Argento (coproduzione Italia-Francia-Germania), thriller[173]
- Un grosso uccello grigio azzurro (1971) di Thomas Schamoni (coproduzione Italia-Germania), thriller[174]
- ...hanno cambiato faccia (1971) di Corrado Farina, satirico[175]
- N.P. - Il segreto (1971) di Silvano Agosti, satirico[176]
- Oltre il duemila (1971) di Piero Nelli, sceneggiato tv in due episodi[177]
- L'uomo dal cervello trapiantato (L'homme au cerveau greffé, 1971) di Jacques Doniol-Valcroze (coproduzione Francia-Italia-Germania)[178]
- La sostituzione (1971) di Franco Brogi Taviani, film per la televisione[179]
- A come Andromeda (1972) di Vittorio Cottafavi, sceneggiato tv in cinque episodi[180]
- Frankenstein '80 (1972) di Mario Mancini, fanta-horror[181]
- L'isola misteriosa e il capitano Nemo (1972) di Juan Antonio Bardem e Henri Colpi (coproduzione Italia-Francia-Spagna)[182]
- Quando le donne persero la coda (1972) di Pasquale Festa Campanile (coproduzione Italia-Germania), commedia[183]
- L'uomo che uccideva a sangue freddo (1972) di Alain Jessua (coproduzione Francia-Italia), thriller[184]
- I cinesi a Parigi (Les chinois à Paris, 1973) di Jean Yanne (coproduzione Francia-Italia), satira fantapolitica[185]
- ...e così divennero i 3 supermen del West (1973) di Italo Martinenghi, commedia[186]
- Il mostro è in tavola... barone Frankenstein (1973) di Paul Morrissey e Anthony M. Dawson (Antonio Margheriti) (coproduzione Italia, Francia, Germania Ovest), fanta-horror[187]
- L'orgia dei morti (1973) di José Luis Merino (coproduzione Italia-Spagna), fanta-horror[188]
- Terror! Il castello delle donne maledette (1974) di Robert H. Oliver (Dick Randall), fanta-horror[189]
- Le amanti del mostro (1974) di Sergio Garrone, fanta-horror[190]
- L'invenzione di Morel (1974) di Emidio Greco[191]
- La mano che nutre la morte (1974) di Sergio Garrone (coproduzione Italia-Turchia), fanta-horror[192]
- Non si deve profanare il sonno dei morti (1974) di Jorge Grau (coproduzione Italia-Spagna), fanta-horror[193]
- Notti rosse (Nuits rouges, 1974) di Georges Franju (coproduzione Francia-Italia)[194]
- Il tempo dell'inizio (1974) di Luigi Di Gianni[195]
- Terminal (1974) di Paolo Breccia[196]
- La torta in cielo (1974) di Lino Del Fra, commedia, fiabesco[197]
- La città dell'ultima paura (1975) di Carlo Ausino, apocalittico[198]
- Conviene far bene l'amore (1975) di Pasquale Festa Campanile, commedia satirica[199]
- Frankenstein all'italiana o Prendimi, straziami che brucio di passione (1975) di Armando Crispino, commedia[200]
- Gamma (1975) di Salvatore Nocita, sceneggiato tv in quattro episodi[201]
- Luna nera (1975) di Louis Malle, allegorico (coproduzione Francia-Italia-Germania)[202]
- Le orme (1975) di Luigi Bazzoni[203]
- Superuomini, superdonne, superbotte (1975) di Al Bradley (Alfonso Brescia) (coproduzione Italia-Hong Kong), commedia[204]
- La traccia verde (1975) di Silvio Maestranzi, giallo, sceneggiato tv in tre episodi[205]
- La casa (1976) di Angelino Fons (coproduzione Italia-Spagna)[206]
- Cuore di cane (1976) di Alberto Lattuada (coproduzione Italia-Germania Ovest), satirico[207]
- Prima che il sole tramonti (1976) di Carlo Ausino[208]
- Queen Kong - La regina dei gorilla (1976) di Frank Agrama (coproduzione Francia, Germania, Italia, Gran Bretagna), commedia[209]
- Anno zero - Guerra nello spazio (1977) di Al Bradley (Alfonso Brescia)[210]
- Holocaust 2000 (1977) di Alberto De Martino (coproduzione Italia-Gran Bretagna), fanta-horror[211]
- Tentacoli (1977) di Oliver Hellman (Ovidio G. Assonitis) (coproduzione Italia-USA), fanta-horror[212]
- Yeti - Il gigante del 20º secolo (1977) di Frank Kramer (Gianfranco Parolini)[213]
- Allarme nucleare (1978) di Leslie H. Martinson (Cesare Canevari) (coproduzione Germania-USA-Italia-Spagna-Iran), fanta-spionistico[214]
- Bermude: la fossa maledetta (1978) di Anthony Richmond (Tonino Ricci) (coproduzione Italia-Spagna)[215]
- Cosmo 2000 - Battaglie negli spazi stellari (1978) di Al Bradley (Alfonso Brescia)[216]
- La guerra dei robot (1978) di Al Bradley (Alfonso Brescia)[217]
- Io tigro, tu tigri, egli tigra (1978) di Giorgio Capitani e Renato Pozzetto, secondo episodio, commedia[218]
- Occhi dalle stelle (1978) di Roy Garrett (Mario Gariazzo) (coproduzione Italia-Spagna-USA)[219]
- Scontri stellari oltre la terza dimensione (Starcrash, 1978) di Lewis Coates (Luigi Cozzi)[220]
- Il triangolo delle Bermude (1978) di René Cardona Jr. (coproduzione Messico-Italia)[221]
- Dottor Jekyll e gentile signora (1979) di Steno (Stefano Vanzina), commedia[222]
- Incontri con gli umanoidi (1979; anche Uragano sulle Bermude, L'ultimo S.O.S.) di Anthony Richmond (Tonino Ricci) (coproduz. Italia, Spagna, Messico)[223]
- L'isola degli uomini pesce (1979) di Sergio Martino[224]
- Libidine (1979) di Raniero Di Giovanbattista, horror-erotico
- Sette uomini d'oro nello spazio (1979; anche Odissea solitaria) di Al Bradley (Alfonso Brescia)[225]
- Stridulum (1979) di Giulio Paradisi (coproduzione Italia-USA), fanta-horror[226]
- SuperAndy - Il fratello brutto di Superman (1979) di Paolo Bianchini, commedia[227]
- L'umanoide (1979) di George B. Lewis (Aldo Lado)[228]
- Uno sceriffo extraterrestre... poco extra e molto terrestre (1979) di Michele Lupo, commedia[229]
- Org (1979) di Fernando Birri (coproduzione Italia-Argentina), postapocalittico, sperimentale[230]
- I viaggiatori della sera (1979) di Ugo Tognazzi (coproduzione Italia-Spagna), commedia[231]

### Anni ottanta
- 3 Supermen contro il Padrino (1980) di Italo Martinenghi (coproduzione Italia-Turchia-Spagna), commedia[232]
- Apocalypse domani (1980) di Anthony M. Dawson (Antonio Margheriti), horror, apocalittico[233]
- Alien 2 - Sulla Terra (1980) di Sam Cromwell (Ciro Ippolito), fanta-horror[234]
- La bestia nello spazio (1980) di Al Bradley (Alfonso Brescia), erotico[235][236]
- Chissà perché... capitano tutte a me (1980) di Michele Lupo, commedia[237]
- Ciao marziano (1980) di Pier Francesco Pingitore (coproduzione Italia-Francia), commedia[238]
- Contamination (1980) di Lewis Coates (Luigi Cozzi) (coproduzione Italia-Germania), fanta-horror[239]
- Eva Man (Due sessi in uno) (1980) di Antonio D'Agostino (coproduzione Italia-Spagna), erotico[240]
- Incubo sulla città contaminata (1980) di Umberto Lenzi (coproduzione Italia-Spagna), fanta-horror[241]
- Io e Caterina (1980) di Alberto Sordi (coproduzione Italia-Francia), commedia[242]
- Patrick vive ancora (1980) di Mario Landi, fanta-horror[243]
- Poliziotto superpiù (1980) di Sergio Corbucci, commedia[244]
- L'uomo puma (1980) di Alberto De Martino[245]
- Virus (noto anche col titolo Virus - L'inferno dei morti viventi, 1980) di Vincent Dawn (Bruno Mattei) (coproduzione Italia-Spagna), fanta-horror[246]
- Zombi Holocaust (1980; anche La regina dei cannibali) di Frank Martin (Marino Girolami), fanta-horror[247]
- Giochi erotici nella terza galassia (1981) di Ben Norman (Bitto Albertini), erotico[248]
- 1990 - I guerrieri del Bronx (1982) di Enzo G. Castellari[249]
- Bakterion (1982; anche Panic, I vivi invidieranno i morti) di Anthony Richmond (Tonino Ricci) (coproduzione Italia-Spagna)[250]
- Bathman dal pianeta Eros (1982) di Richard Bennett (Antonio D'Agostino), pornografico-comico[251]
- Domani si balla! (1982) di Maurizio Nichetti, commedia[252]
- L'impostore (1982) di Andrea Frazzi e Antonio Frazzi[253]
- I nuovi barbari (1982) di Enzo G. Castellari, postapocalittico[254]
- She (1982) di Avi Nesher (coproduzione Germania-USA-Italia), postapocalittico[255][256]
- 2019 - Dopo la caduta di New York (1983) di Martin Dolman (Sergio Martino) (coproduzione Italia-Francia), postapocalittico[257]
- Anno 2020 - I gladiatori del futuro (1983; anche Texas 2000)[258] di Kevin Mancuso (Aristide Massaccesi) e George Eastman (Luigi Montefiori), postapocalittico[259]
- Conquest (1983) di Lucio Fulci
- Endgame - Bronx lotta finale (1983) di Steven Benson (Aristide Massaccesi), postapocalittico[260]
- Fuga dal Bronx (1983) di Enzo G. Castellari[261]
- Il giustiziere della strada (1983; anche Gli sterminatori dell'anno 3000) di Jules Harrison (Giuliano Carnimeo), postapocalittico[262]
- La guerra del ferro - Ironmaster (1983) di Umberto Lenzi (coproduzione Italia-Francia), fanta-storico[263]
- Un marziano a Roma (1983) di Bruno Rasia e Antonio Salines, commedia[264]
- Il mondo di Yor (1983) di Anthony M. Dawson (Antonio Margheriti)[265]
- I predatori dell'anno Omega (1983; anche Il giustiziere della terra perduta) di David Worth, postapocalittico[266]
- I predatori di Atlantide (1983) di Roger Franklin (Ruggero Deodato), apocalittico[267]
- Rush (1983) di Anthony Richmond (Tonino Ricci), postapocalittico[268]
- Zeder (1983) di Pupi Avati[269]
- L'autuomo (prod. 1984 - inedito) di Marco Masi[270]
- The End of Eternity (1984) di Ernesto Gastaldi[271]
- I guerrieri dell'anno 2072 (1984) di Lucio Fulci[272]
- Pirata! Cult Movie (1984; 1989)[273] di Paolo Ricagno[274]
- Rage - Fuoco incrociato (1984) di A. Richmond (Tonino Ricci) (coproduzione Italia-Spagna), postapocalittico[275]
- Rats - Notte di terrore (1984) di Bruno Mattei e Claudio Fragasso (coproduzione Italia-Francia), fanta-horror[276]
- Il risveglio di Paul (1984) di Michele Saponaro[277][278]
- Shark - Rosso nell'oceano (1984) di John Old Jr. (Lamberto Bava) e Martin Dolman (Sergio Martino) (coproduzione Italia-Francia), fanta-horror[279]
- L'ultimo guerriero (1984) di Romolo Guerrieri, postapocalittico[280]
- Wild Beasts - Belve feroci (1984) di Franco Prosperi, horror[281]
- Miami Golem (1985) di Martin Herbert (Alberto De Martino) (coproduzione Italia-USA)[282]
- Colpi di luce (1985) di Enzo G. Castellari (Enzo Girolami), poliziesco[283]
- Sotto il ristorante cinese (1986) di Bruno Bozzetto[284]
- L'uomo della guerra possibile (1986) di Romeo Costantini[285]
- Vendetta dal futuro (1986; anche Atomic Cyborg) di Martin Dolman (Sergio Martino)[286]
- Animali metropolitani (1987) di Steno, commedia[287]
- Extrasensorial (1987)[240] di Martin Herbert (Alberto De Martino) (coproduzione Italia-Germania), thriller parapsicologico[240][288]
- La fattoria maledetta (The Curse, 1987) di David Keith (coproduzione USA-Italia), fanta-horror[289]
- Il giorno prima (1987) di Giuliano Montaldo, film tv (coproduzione Italia-Francia-Canada)[290]
- Interzone (1987) di Deran Sarafian (coproduzione USA-Italia), postapocalittico[291]
- L'isola del tesoro (1987) di Antonio Margheriti (coproduzione Italia-Francia-Germania; film tratto dallo sceneggiato televisivo e distribuito all'estero)[292]
- Luci lontane (1987) di Aurelio Chiesa[293]
- Mefisto Funk (1987) di Marco Poma, commedia[294]
- Topo Galileo (1987) di Francesco Laudadio, commedia[295][296]
- Urban Warriors (1987; anche Guerrieri urbani) di Joseph Warren (Giuseppe Vari)[297]
- Curse II: The Bite (1988) di Fred Goodwin (Federico Prosperi) (coproduzione USA-Italia-Giappone), fanta-horror[298]
- Un delitto poco comune (1988; anche La casa di Via Rubens) di Ruggero Deodato, thriller[299]
- Domino (1988) di Ivana Massetti[271]
- Fratello dello spazio (1988) di Roy Garrett (Mario Gariazzo) (coproduzione Italia-Spagna)[300]
- Pathos - Segreta inquietudine (noto anche come Pathos - Un sapore di paura; 1988) di Piccio Raffanini, thriller[301]
- Quella villa in fondo al parco (1988) di Giuliano Carnimeo, fanta-horror[302]
- Rage - Furia primitiva (1988) di Vittorio Rambaldi (coproduzione Italia-USA), fanta-horror[303]
- Robowar - Robot da guerra (1988) di Vincent Dawn (Bruno Mattei)[304]
- Il segreto del Sahara (1988) di Alberto Negrin (coproduzione Svizzera-Spagna-Italia, tratto dallo sceneggiato tv)[305]
- Top Line (1988) di Ted Archer (Nello Rossati)[306]
- Zombi 3 (1988) di Lucio Fulci, fanta-horror[307]
- Alien degli abissi (1989) di Anthony M. Dawson (Antonio Margheriti), fanta-horror[308]
- Arena (1989) di Peter Manoogian (coproduzione Italia-USA)[309]
- Cyborg - Il guerriero d'acciaio (1989) di Giannetto De Rossi[310]
- DNA formula letale (1989) di G.L. Eastman (Luigi Montefiori), fanta-horror[311]
- Il giustiziere del Bronx (1989; anche The Bronx Executioner) di Bob Collins (Vanio Amici), postapocalittico[312]
- Killer Crocodile (1989) di Larry Ludman (Fabrizio De Angelis), fanta-horror[313]
- Leviathan (1989) di George Pan Cosmatos (coproduzione Italia-USA), fanta-horror[314]
- Sound (1989) di Biagio Proietti[315]
- Terminator 2 (1989) di Vincent Dawn (Bruno Mattei), postapocalittico[316]
- Via Lattea... la prima a destra (1989) di Ninì Grassia, commedia, per ragazzi[317]

### Anni novanta
- Doctor M. (Dr. M, 1990) di Claude Chabrol (coproduzione Germania-Francia-Italia)[318]
- Due occhi diabolici (1990; episodio Fatti nella vita del signor Valdemar) di George A. Romero e Dario Argento (coproduzione Italia-USA), fanta-horror[319]
- Fuga dal paradiso (1990) di Ettore Pasculli, postapocalittico[320]
- Killer Crocodile 2 (1990) di Giannetto De Rossi, fanta-horror[321]
- Contamination .7 (1990) di Martin Newlin (Fabrizio Laurenti) e David Hills (Aristide Massaccesi) (coproduzione Italia-Canada), fanta-horror[322]
- Blue Tornado (1991) di Tony B. Dob (Antonio Bido)[323]
- Plymouth (1991) di Lee David Zlotoff (coproduzione USA-Italia)[324]
- 17, ovvero: l'incredibile e triste storia del cinico Rudy Caino (1992) di Enrico Caria, commedia satirica[325][326]
- L'Atlantide (1992) di Bob Swaim (coproduzione Italia-Francia)[327]
- Jackpot (1992) di Mario Orfini (coproduzione Italia-Francia), commedia[328]
- Lorenzo va in letargo (1992) di Vincenzo De Carolis di Prossedi, commedia[329]
- Favola contaminata (1993) di Claudio Pappalardo, commedia[330]
- Klon (1993) di Lino Del Fra, commedia[331]
- Navigatori dello spazio (1993) di Carl Maker (Camillo Teti) (coproduzione Italia-Stati Uniti)[332]
- The Dream Man (1993) di Paolo Marussig[333]
- Chicken Park (1994) di Jerry Calà, commedia, film tv[334]
- Creature dagli abissi (1994) di Al Passeri (Alvaro Passeri), fanta-horror[335]
- De Generazione (1994) di autori vari, film a episodi, satirico[336]
- Memoria (1994) di Franco Fratto[337]
- Strane storie - Racconti di fine secolo (1994) di Sandro Baldoni, film a episodi, satirico[338]
- Aisha & Odette (1995) di Anthony Occhiello (Toni Occhiello), film per la tv[339]
- Carogne - Ciro and Me (1995) di Enrico Caria, commedia[340]
- La regina degli uomini pesce (1995) di Sergio Martino[341]
- A spasso nel tempo (1996) di Carlo Vanzina, comico[342]
- Oltre la quarta dimensione (1996) di Emiliano Di Meo[343][344]
- L'equivoco della luna (1996) di Angiola Janigro, surreale (coproduzione Gran Bretagna-Italia)[345][346]
- Epsilon (1997) di Rolf de Heer (coproduzione Australia-Italia)[347]
- A spasso nel tempo - L'avventura continua (1997) di Carlo Vanzina, comico[348]
- Nirvana (1997) di Gabriele Salvatores (coproduzione Italia-Francia)[349]
- Potenza virtuale (1997) di Anthony M. Dawson (Antonio Margheriti), commedia, poliziesco[350]
- Il comandante Hamilton (1998) di Harald Zwart (coproduzione Svezia-Norvegia-Italia), fanta-spionistico, miniserie per la tv[351]
- Rewind (1998) di Sergio Gobbi (coproduzione Italia-Francia)[352]
- Syrena (1998) di Mariano Equizzi, mediometraggio[353][354]
- Fantozzi 2000 - La clonazione (1999) di Domenico Saverni, commedia[355]

### Anni duemila
- Il giorno del giudizio (Doomsdayer) (2000) di Michael J. Sarna (coproduzione Filippine-Italia), fanta-spionistico[356]
- Proibito baciare (2000) di Nicola Di Francescantonio[357]
- E:D:E:N (2003) di Fabio Guaglione e Fabio Resinaro, cortometraggio
- Space Off (2003) di Tino Franco, cortometraggio[358]
- Flight to Hell (2003) di Al Passeri (Alvaro Passeri), fanta-horror[359]
- Il magico Natale di Rupert (2003) di Flavio Moretti[360]
- Il ronzio delle mosche (2003) di Dario D'Ambrosi[361]
- È già ieri (2004) di Giulio Manfredonia (coproduzione Italia-Spagna-Gran Bretagna), commedia[362]
- InvaXön - Alieni in Liguria (2004) di Massimo Morini ed Enzo Pirrone, commedia[363]
- Retrograde (2004) di Christopher Kulikowski (coproduzione Lussemburgo-Gran Bretagna-Italia), apocalittico[364]
- I tre volti del terrore (2004) di Sergio Stivaletti, fanta-horror[365]
- Frammenti di scienze inesatte (2005) di Stefano Bessoni, fanta-horror[366]
- AD Project (2006) di Eros Puglielli[367]
- Fascisti su Marte (2006) di Corrado Guzzanti e Igor Skofic, commedia satirica[368]
- The Silver Rope (2006) di Fabio Guaglione e Fabio Resinaro, cortometraggio[369]
- Si Nightmare (2006) di Jonathan Fior, fanta-horror[370]
- Yo-Rhad - Un amico dallo spazio (2006) di Vittorio Rambaldi e Camillo Teti, animazione[371]
- Zona 3 (2006) di Roberto Loiacono, fanta-horror[372]
- 2061 - Un anno eccezionale (2007) di Carlo Vanzina, commedia[373][374] postapocalittica
- Un amore su misura (2007) di Renato Pozzetto, commedia[375]
- Apollo 54 (2007) di Giordano Giulivi, commedia[376]
- Dark Resurrection (2007) di Angelo Licata, fan film[377]
- La notte eterna del coniglio (2007) di Valerio Boserman, fanta-horror, postapocalittico[378]
- RACHE - Genesi (2007) di Mariano Equizzi, mediometraggio, web film[379]
- Capitan Basilico (2008) di Massimo Morini, commedia[380]
- La città nel cielo (2009) di Giacomo Cimini, cortometraggio[381]
- L'invasione degli AstroNazi (2009) di Alberto Genovese, commedia[382][383]
- Metal Gear Solid: Philanthropy (2009) di Giacomo Talamini, fan film

### Anni duemiladieci
- Eaters (2010) di Marco Ristori e Luca Boni, fanta-horror[384]
- QUAM (2010) di Mario d'Anna[385]
- 6 giorni sulla Terra (2011) di Varo Venturi[386]
- L'ultimo terrestre (2011) di Alfonso Pacinotti[387]
- L'arrivo di Wang (2011) dei Manetti Bros. (Antonio e Marco Manetti)[388]
- Hypnosis (2011) di Davide Tartarini, thriller[389]
- Capitan Basilico 2 - I Fantastici 4+4 (2011) di Massimo Morini, commedia[390]
- Dark Resurrection - Volume 0 (2011) di Angelo Licata, fan film[391]
- Report 51 (2013) di Alessio Liguori, thriller horror[392]
- The President's Staff (2013) di Massimo Morini
- 12 12 12 (2014) di Massimo Morini[393]
- 2047 - Sights of Death di Alessandro Capone (2014), postapocalittico[394]
- Il ragazzo invisibile di Gabriele Salvatores (2014), per ragazzi, superereoi
- Index Zero di Lorenzo Sportiello (2014)[395]
- Dolcezza Extrema di Alberto Genovese (2015), commedia, animazione[396][397]
- Game Therapy di Ryan Travis (2015) (coproduzione Italia-USA)[398]
- Monitor di Alessio Lauria (2015)[399][400]
- Lo chiamavano Jeeg Robot di Gabriele Mainetti (2016), supereroi[401]
- Andròn: The Black Labyrinth di Francesco Cinquemani (2016)[402]
- Virus: Extreme Contamination di Domiziano Cristopharo (2016), fantahorror[403]
- Addio fottuti musi verdi di Francesco Capaldo (2017), comico/commedia
- Tito e gli alieni di Paola Randi (2017), commedia
- The Broken Key di Louis Nero (2017), thriller distopico
- Here We Go Again, Rubinot! di Giuliano Tomassacci (2017), cortometraggio
- Il ragazzo invisibile - Seconda generazione di Gabriele Salvatores (2018), superereoi
- Creators - The Past di Piergiuseppe Zaia[404] (2019-2020)

### Anni duemilaventi
- La terra dei figli, regia di Claudio Cupellini (2021), post apocalittico[405]
- Dog: Apocalypse, di Federico Alotto (2022), apocalittico[406]
- Ipersonnia, regia di Alberto Mascia (2022), distopico[407]
- Siccità, regia di Paolo Virzì (2022), apocalittico[408]
- V-cyborg 2 - The Revenge, regia di Max Nascente (2022)[409]
- Nostos, regia di Mauro Zingarelli (2022), cortometraggio post apocalittico